# Contremoulins
Contremoulins è un comune francese di 207 abitanti situato nel dipartimento della Senna Marittima nella regione della Normandia.

## Società

### Evoluzione demografica
Abitanti censiti